# Hudson (condado de Hillsborough)
Hudson es un lugar designado por el censo (en inglés, census-designated place, CDP) ubicado en el municipio homónimo, en el condado de Hillsborough, Nuevo Hampshire, Estados Unidos. Según el censo de 2020, tiene una población de 7534 habitantes.

## Geografía
La localidad está ubicada en las coordenadas 42°45′50″N 71°25′55″O / 42.76389, -71.43194. Según la Oficina del Censo de los Estados Unidos, tiene una superficie total de 8.43 km², de la cual 7.96 km² corresponden a tierra firme y 0.47 km² están cubiertos de agua.

## Demografía
Según el censo de 2020, hay 7534 personas residiendo en la localidad. La densidad de población es de 946.48 hab./km². El 86.02% de los habitantes son blancos, el 1.70% son afroamericanos, el 0.20% son amerindios, el 2.31% son asiáticos, el 0.04% son isleños del Pacífico, el 3.01% son de otras razas y el 6.72% son de una mezcla de razas. Del total de la población, el 6.38% son hispanos o latinos de cualquier raza.